# José Luis Oriol Ybarra
José Luis de Oriol Ybarra (Madrid, 2 de mayo de 1930-Madrid, 25 de marzo de 2018) fue un empresario e ingeniero español. Fue presidente de Talgo entre 1989 y 2001. La empresa fue fundada en 1942 por su abuelo José Luis Oriol, empresario, y Alejandro Goicoechea, ingeniero.

## Biografía
José Luis de Oriol Ybarra es hijo de José María de Oriol Urquijo y María de Gracia Ybarra Lasso de la Vega, y nieto del fundador de Talgo. Realizó estudios de Ingeniería Industrial en la Universidad Complutense de Madrid.  Casado con María Jesús Fabra Sánchez-Solá, marquesa de Masnou, en 1960, tiene cinco hijos Macarena, Gracita, José María, Camilo y Alfonso.

## Trayectoria
A pesar de estar ligado por tradición familiar a empresas de energía e ingeniería como Hidrola, Construcciones Babcock & Wilcox o sociedades mineras, sus pasos se encaminaron por la empresa Talgo, de la que ya había sido presidente su padre durante 32 años.

### Talgo
En 1989 es nombrado presidente de Talgo, tras unos años como consejero delegado. Durante 12 años gestionó la empresa familiar y la profesionalizó, introduciendo expertos ajenos al núcleo familiar y buscando otras fuentes de financiación.  En junio de 2001 le sustituiría en la presidencia del grupo su primo Lucas de Oriol.
José Luis Oriol fue también consejero de Banesto bajo la presidencia de Mario Conde, y apoyó la renovación de Alfredo Sáenz, mano derecha de Emilio Botín.
Bajo su dirección, Talgo inicia los primeros pasos para su internacionalización y expansión comercial. En junio de 2001 deja la presidencia de Talgo tras casi 13 años en el puesto.